# 古田昴生
古田 昴生（ふるた こうせい、1901年9月15日 - 1986年7月2日）は日本の大正から昭和前期に活動した新聞記者、映画評論家、脚本家。

## 来歴
1901年（明治34年）、名古屋市東区で古田徳次郎・きん夫妻の長男として出生。1919年（大正8年）に旧制愛知中学校を卒業し、新愛知新聞社へ入社する。新愛知では社会部記者から出版部主任となり、1921年（大正10年）には松永亮逸と共同で児童雑誌『少年少女宝の玉』を創刊、学芸部長に至り映画評論の分野において「中京地区の草分け的存在」と評されていた。
新愛知新聞社が地元で競合していた名古屋新聞社との新聞統制を受けた合併により中部日本新聞社となる前に退社、極東キネマで映画の脚本の執筆を手掛けた。終戦を経て中日新聞社に復帰し、編集局次長に至る。1951年（昭和26年）に長野市で「信濃放送」として開局した信越放送(SBC)は設立時の出資状況が思わしくなかったため、中日新聞傘下の中部日本放送が経営・技術の両面でサポートを行うことになった。それに伴い、初代社長で新愛知時代に古田の上司だった勝田重太朗に請われる形でSBCへ出向し、社長室長を経て東京支社長に至る。この時期には、雑誌『新日本経済』で新愛知在職時を回顧するコラムを何度か寄稿した。
1986年（昭和61年）7月2日死去。享年86（満84歳没）。

## 著作
- 酒井潔覚え書（亀山巌、1972年）

### 脚本
- 新篇 水戸黄門（極東キネマ、1939年）
- 続 水戸黄門 前篇/後篇（極東キネマ、1940年）

### 作詞
- 中京小唄（補作詞・作曲：佐々紅華、1933年）[5]
- 名古屋軍応援歌（1936年）[6]

中日ドラゴンズの前身に当たる名古屋軍の結成を受け、1936年（昭和11年）3月19日に開かれた公式応援団発会式で初演奏が行われた。日本のプロ野球で最古の球団歌とされることが多い「大阪タイガースの歌」は3月25日発表なので「名古屋軍応援歌」の方が1週間ほど先行していたことになるが、資料が散逸しているため一般には1950年（昭和25年）の「ドラゴンズの歌」が中日の初代球団歌と認識されている。